# ボーダフォン・ウクライナ

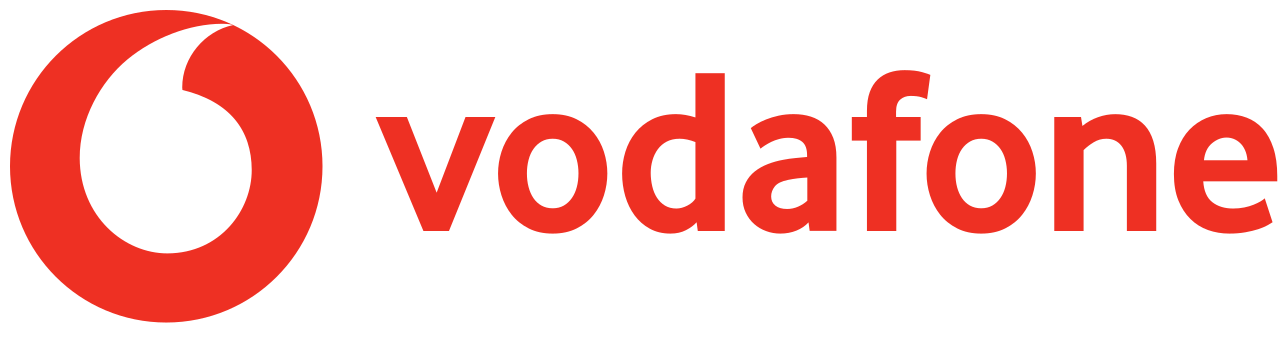
ボーダフォン・ウクライナも使用しているボーダフォンのロゴ

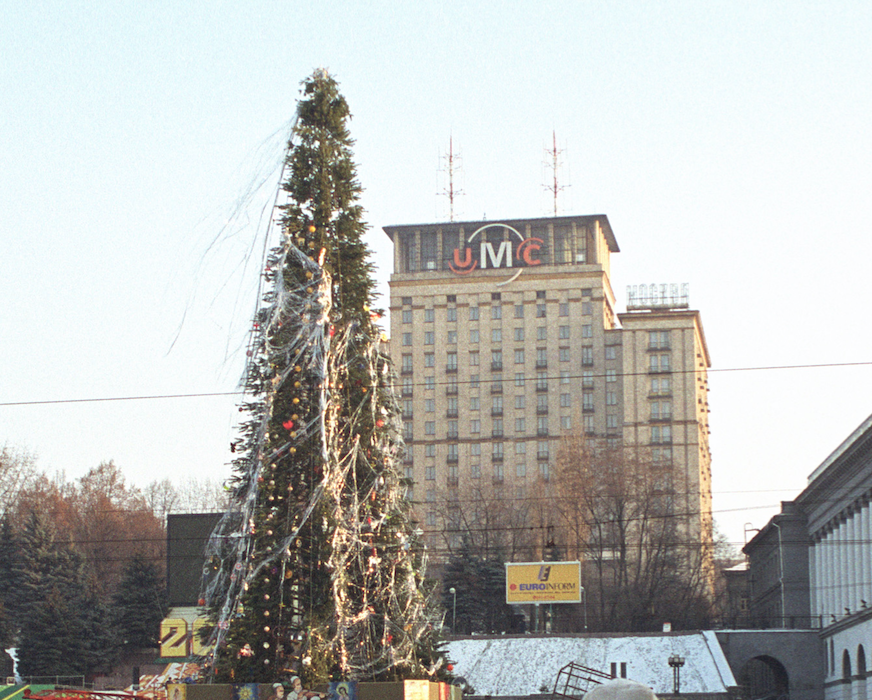
ウクライナ・ホテル（キーウ）上のUMCロゴ（2001年頃）

ボーダフォン・ウクライナ（トルコ語: Водафон）は、ウクライナで二番手の携帯電話サービスの会社で、2019年11月までロシアの携帯電話会社「MTS」に属していたが、アゼルバイジャンのネクソル持株会社（NEQSOL Holding）へ売却された。

## 短史
ボーダフォン・ウクライナは三度のブランド名変を経験してきた。2007年までは「UMC」ブランドで提供され、それから2015年までは「MTSウクライナ」、それからはボーダフォン・ウクライナである。
UMC（Ukrainian Mobile Communications）は1992年に設立された、ウクライナで最初の携帯電話会社である。2003年に、全株式はロシアとCIS諸国で最大の携帯電話事業者であるロシアの会社モバイル・テレシステムズ（Mobile TeleSystems、MTS）によって買収さた。2015年に、この会社はイギリスのボーダフォンのサポートを受けてボーダフォン・ウクライナへの名称変更を発表して、2019年11月にはアゼルバイジャンのオリガルヒのナシブ・ハサノフ（Nasib Hasanov）が携帯電話サービス会社バクセル（Bakcell）やその他多方面の事業を展開するネクソル持株会社（NEQSOL Holding）にウクライナでの事業を売却することを発表した。この取引はウクライナの独占禁止委員会によって承認された後、2019年12月に完了した。
ボーダフォン・ウクライナは、ウクライナでキーウスターに続いてニ番目の携帯電話会社で、ライフセルがそれに続く。2019年末の加入者数は1,970万人であった。

## 参照項目
- ウクライナの電気通信